# Schönblühende Berberitze
Die Schönblühende Berberitze (Berberis calliantha) ist eine Pflanzenart aus der Familie der Berberitzengewächse (Berberidaceae).

## Beschreibung
Die Schönblühende Berberitze ist ein immergrüner Zwergstrauch, der eine in die Breite gehende Wuchsform hat und selten höher als 1 Meter wird; junge Triebe sind rot gefärbt. Die bis 6 Zentimeter langen, elliptischen bis schmal verkehrt-eiförmigen, stechpalmenartigen, stachelig gezähnten Laubblätter sind oberseits glänzend dunkelgrün und unterseits weißwachsig. Die hängenden, blassgelben Blüten sind bis zu 2,5 Zentimeter breit, stehen einzeln, zu zweit oder zu dritt und erscheinen im Frühjahr. Die eiförmigen bis ellipsoiden, bis 1,2–1,4 Zentimeter langen Früchte, Beeren sind blau-schwarz und „bereift“.

## Vorkommen
Berberis calliantha ist in den feuchten Bergen Südost-Tibets beheimatet.

## Systematik
Mit der Warzigen Berberitze (Berberis verruculosa) bildet die Schönblühende Berberitze die Hybride Berberis × bristolensis Ahrendt.

## Nutzung
Diese Art wird selten als Zierstrauch in Gärten und Parks verwendet; sie ist frosthart. Die Früchte sind essbar.